# Битва біля гори Святої Анни
Битва біля гори Святої Анни, також битва біля Аннабергу (нім. Sturm auf den Annaberg, пол. Bitwa o Górę św. Anny) — найбільше бойове зіткнення в ході Сілезьких повстань. Бойові дії тривали з 21 по 26 травня 1921 року в районі гори Святої Анни, стратегічної висоти поблизу однойменного селища, розташованого на південний схід від Опельна у Верхній Сілезії. Висота була захоплена польськими воєнізованими формуваннями під час Третього сілезького повстання, але частинам німецького фрайкора вдалося вибити з неї повстанців.

## Історія

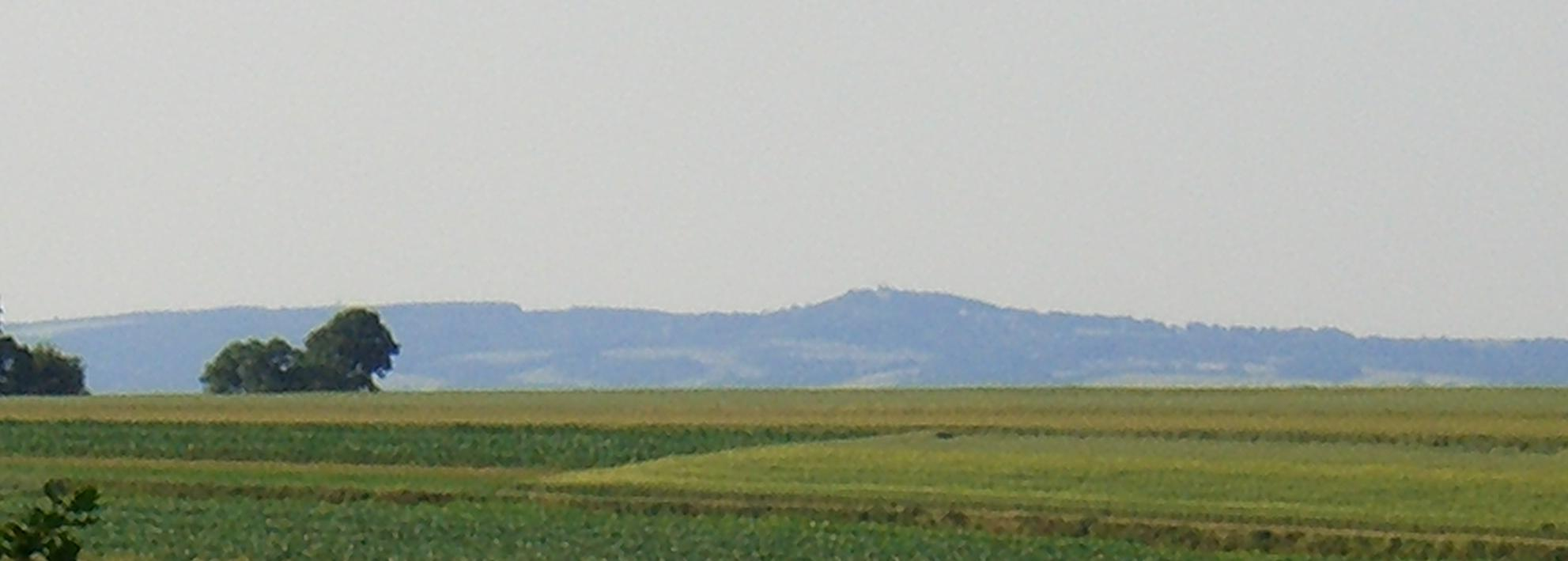
Вид на гору святої Анни (Аннаберг) з півдня

Положення Версальського договору обмежували розмір німецького рейхсверу до ста тисяч чоловік. В цих умовах чимало патріотично налаштованих демобілізованих вояків старої Німецької імперської армії створили кілька незалежних напіввійськових формувань, що отримали назву добровольчі корпуси або фрайкори. Зазвичай частини німецького фрайкору не приносили присяги центральному уряду. В той же час уряд Веймарської республіки періодично допомагав цим загонам постачанням та транспортом. Всередині Німеччини підрозділи фрайкору протистояли коммуністам, а на окраїнах колишньої Німецької імперії протидіяли прагненню інших етносів до самовизначення. І хоча Веймарська республіка вже встигла визнати незалежність польської держави, підписавши Версальський договір, між двома країнами все ще залишалися спірні території, що стали ареною майбутнього конфлікту.
До 30 квітня 1921 року польсько-сілезькі чиновники на чолі з Войцехом Корфанти прийшли до висновку, що під контроль Німеччини перейде більша частина промислової області проведення плебісциту, який мав розділити Верхню Сілезію, що повністю не влаштовувало польську сторону. І хоча офіційна Варшава застерігала від насильства будь-якими засобами, було вирішено підняти третє повстання.

## Подальші події
В ніч з 2 на 3 травня польський спецпідрозділ група «Вавельберг», підірвала кілька мостів, відрізавши Верхню Сілезію від решти Німеччини.
Водночас з цим, о третій годині ночі 3 травня польські сили спротиву перейшли в наступ, відкинувши, протягом кількох днів, роздрібнені та малочисельні німецькі сили самооборони на захід, досягнувши природного рубежу на східному березі Одера. 4 травня була захоплена 400-метрова гора Аннаберг, як мала стратегічне значення.
Протягом наступних двох тижнів німці готували контрнаступ та накопичували сили, збираючи добровольців з інших районів Німеччини. Загальне командування операцією здійснював генерал-лейтенант Карл Хьофер, південне угрупування на Одері очолив генерал-лейтенант Бернхард фон Гюльзен, а в лісах на півночі сілезької області зосереджувалися частини підполковника Грюнцена.
З часом ці війська були посилені з прибуттям частин фрайкору «Оберланд» з Баварії, під командуванням майора Альберта Ріттера фон Бекха. Його бійці (загальною чисельністю 1650 чоловік) були загартованими ветеранами Першої світової війни, серед яких були видні особи майбутнього Третього рейху, такі як Йозеф Дітріх (відзначився в ході цієї битви), Рудольф Гесс, Едмунд Хайнес, Йозеф Ремер та Петер фон Хайдебрек (також відзначився в битві, у зв'язку з чим став відомий в Німеччині як «герой Аннаберга»). Крім того, певну допомогу надав прибулий з Ерлангена добровольчій студентський загін. Нарешті, доповнювали німецькі з'єднання сілезькі воєнізовані батальйони самооборони (нім. Selbstschutzes Oberschlesien), що складалися з демобілізованих ветеранів Першої світової війни та юнаків, які під час війни ще не досягли призовного віку. І хоча в цілому польські сили в регіоні перевищували чисельністю німецькі, останні були більш підготовлені, тоді як серед поляків було набагато більше цивільних.